# Toolamaa (Tartu)
Toolamaa is een plaats in de Estlandse gemeente Tartu vald, provincie Tartumaa. De plaats heeft de status van dorp (Estisch: küla) en telt 19 inwoners (2021).

## Geschiedenis
Toolamaa werd in 1492 voor het eerst genoemd onder de naam Dollant. De plaats viel onder het landgoed van Vedu. In de 19e eeuw was Toolamaa een veeboerderij. In de jaren twintig van de 20e eeuw werd Toolamaa weer een dorp.